# Van Gogh Huis (Drenthe)
Het Van Gogh Huis is een museale erfgoedlocatie in Veenoord (Gemeente Emmen). Hier was in de 19e eeuw een logement gevestigd waar Vincent van Gogh twee maanden gewoond en gewerkt heeft.

## Geschiedenis

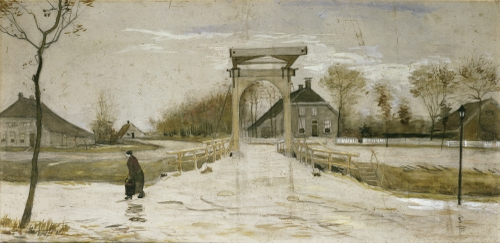
Vincent van Gogh, Ophaalbrug in Nieuw-Amsterdam, 1883, potlood en aquarel op papier (coll. Groninger Museum)

Het huis werd omstreeks 1870 gebouwd in opdracht van de Assense advocaat en procureur, tevens redacteur van de provinciale Drentsche en Asser Courant, Jan Albert Willinge Gratema. In 1876 kocht Hendrik Scholte het huis, daarna diende het huis onder de naam logement Scholte voor de passagiers van de trekschuiten.
Vincent van Gogh nam hier in 1883 zijn intrek en kreeg de kamer op de bovenverdieping, met balkon, tot zijn beschikking. Hij verbleef hier twee maanden en maakte in die tijd diverse schilderijen en schetsen in Zuidoost Drenthe. Een van deze werken heeft als onderwerp de toenmalige ophaalbrug die vanuit zijn kamer zichtbaar was.
Eind 20e eeuw stond het oude veerhuis op de nominatie gesloopt te worden. Door ingrijpen van de provincie Drenthe is dit voorkomen en is het gebouw gerenoveerd. In 2003 werd bij het Huis een buste van Van Gogh geplaatst, gemaakt door Jikke Jager.
Het Van Gogh Huis kwam in 2019 in het nieuws na een schenking van een schilderij van een café-interieur, gesigneerd door 'Vincent'. Het museum laat onderzoeken of het hier een echt schilderij van Van Gogh betreft.

## Huidige bestemming als Van Gogh Huis
Het van Gogh Huis Drenthe is een erfgoedlocatie. In het oude gedeelte bevinden zich de gelagkamer en op de eerste etage de kamer waar Vincent van Gogh 9 weken verbleef. 
Via de ontvangsthal in het nieuwe gedeelte, met koffiecorner en winkeltje, gaat u via “de gang van het leven” naar de gelagkamer. In die gang spreken diverse personen tot u over Vincent. In de gelagkamer kunt u diverse inspiratiebronnen van de schilder bekijken en naar verhalen luisteren.
Via de trap komt u op de eerste etage waar een film wordt geprojecteerd op de buitenkant van het kamertje. Na die projectie kunt u het kamertje bezoeken. 
Het van Gogh Huis Drenthe heeft dus een museale bestemming.
Via de Verlengde Hoogeveense Vaart en het Stieltjeskanaal stond het huis tot 2024 via een toertocht in verbinding met het Museum Meringa, een cultuurhistorisch en landbouwmuseum in Zandpol. De tocht wordt gedaan met de antieke snikke Johannes Veldkamp, wat een vergelijkbare boot is als waarmee Van Gogh naar Nieuw-Amsterdam reisde.